# Ken Giles
Pour les articles homonymes, voir Giles.
Kenneth Robert Giles (né le 20 septembre 1990 à Albuquerque, Nouveau-Mexique, États-Unis) est un lanceur de relève droitier des Braves d'Atlanta de la Ligue majeure de baseball.

## Carrière

### Phillies de Philadelphie
Après avoir repoussé l'offre des Marlins de la Floride, qui l'avaient repêché au 44e tour de sélection en 2009 sans le mettre sous contrat, Ken Giles rejoint les Phillies de Philadelphie, qui en font un choix de 7e en 2011.

#### Saison 2014
Giles, un lanceur de relève dont la balle rapide a, dans les ligues mineures, été chronométrée à 166 km/h, fait ses débuts dans le baseball majeur avec Philadelphie le 12 juin 2014 face aux Padres de San Diego.
Le 1er septembre 2014, la recrue Giles lance la 8e manche d'un match sans coup sûr combiné par 4 lanceurs des Phillies, dans une victoire de 7-0 sur les Braves à Atlanta. Cole Hamels lance les 6 premières manches de cette partie, et Jake Diekman, Giles et Jonathan Papelbon complètent le travail.
Au terme d'une première saison où sa moyenne de points mérités n'est que de 1,18 en 45 manches et deux tiers lancées, avec 64 retraits sur des prises, Giles termine 4e au vote annuel désignant la recrue de l'année de la Ligue nationale.

#### Saison 2015
Giles réalise 15 sauvetages en 17 opportunités en 2015 après que les Phillies eurent échangé Jonathan Papelbon à Washington. Sa moyenne de points mérités est de 1,80 en 70 manches lancées en 2015.
En deux saisons à Philadelphie, Giles maintient une moyenne de points mérités d'à peine 1,56 en 115 manches et deux tiers lancées en 113 matchs. Il réalise 16 sauvetages, réussit 151 retraits sur des prises et retire en moyenne 11,7 frappeurs adverses sur des prises par 9 manches lancées.

### Astros de Houston
Le 12 décembre 2015, les Phillies échangent Ken Giles et l'arrêt-court Jonathan Arauz aux Astros de Houston contre le lanceur gaucher Brett Oberholtzer et les lanceurs droitiers Mark Appel, Harold Arauz, Thomas Eshelman et Vincent Velasquez.